# کارن متشوک
کارن متشوک (به آلمانی: Caren Metschuck) ورزشکار زن رشتهٔ شنا اهل کشور آلمان شرقی است. وی در بین سال‌های ‎۱۹۸۰ میلادی در مسابقات بازی‌های المپیک تابستانی در مجموع ۴ مدال، شامل ۳ مدال طلا و ۱ نقره را کسب کرد.